# إيري يوشيدا
إيري يوشيدا (باليابانية: 吉田えり؛ بالكانا: よしだ えり) هي لاعب كرة قاعدة يابانية، ولدت في 17 يناير 1992 في يوكوهاما في اليابان.

## وصلات خارجية
- إيري يوشيدا على موقعبيزبول رفرنس.كوم (الدوري الثانوي) (الإنجليزية)